# Кушнаренко Олег Анатолійович
Кушнаренко Олег Анатолійович (28 серпня 1975, Мелітополь, Запорізька область — 12 серпня 2022, Піски, Донецька область) — український військовослужбовець, учасник російсько-української війни, громадський діяч.

## Біографія
Народився 28 серпня 1975 року в місті Мелітополь Запорізької області. Здобув базову освіту в загальноосвітній школі №7 міста Мелітополя.
Після закінчення школи проходив строкову службу у повітряно-десантних військах. 
Після демобілізації навчався у професійно-технічному училищі №10, де здобув фах електрика.
Після завершення навчання розпочав підприємницьку діяльність. 
У 2018 році почав працювати далекобійником за кордоном.
Захоплювався велосипедним спортом, організовував спільні велопрогулянки для друзів та родини.

## Військова служба
З 5 листопада по 22 грудня 2014 року брав участь в Антитерористичній операції в складі 37-го окремого мотопіхотного батальйону "Запоріжжя" у районі Новобахмутівки Донецької області.
Вступив до військової служби добровольцем.
9 квітня 2022 року, після початку повномасштабного російського вторгнення в Україну, був зарахований до особового складу 67-ої окремої механізованої бригади  як оператор групи спеціального призначення.
Службу проходив на Запорізькому напрямку в районі селища Кам'янське, пізніше — на Вугледарському відтинку.
7 червня 2022 року зазнав поранення під артилерійським вогнем у населеному пункті Лобкове, після лікування повернувся до військової служби.
12 серпня 2022 року під час бойових дій у районі населеного пункту Піски Донецької області отримав несумісні з життям поранення внаслідок вибухової травми.

## Громадська діяльність
Після повернення з АТО у 2014 році очолив Союз ветеранів АТО Мелітополя і Мелітопольського району, який на той час налічував 260 осіб. Організація співпрацювала з центром взаємодопомоги та реабілітації військових та їх родин «Побратим».
Під його керівництвом організація займалася:
- Наданням допомоги сім'ям військовослужбовців з інвалідністю
- Забезпеченням ветеранів необхідними ліками та медичним обладнанням
- Організацією психологічної підтримки для ветеранів та їхніх родин
- Захистом прав учасників бойових дій[4]

Проводив зустрічі з учнями загальноосвітньої школи №7 м. Мелітополя, де розповідав про свій військовий досвід.

## Вшанування пам'яті
17 серпня 2022 року церемонія прощання відбулася в Запоріжжі. Похований на почесній алеї захисників України.
У захисника залишилась дружина та діти.

## Нагороди
Нагороджений (посмертно) УКАЗОМ ПРЕЗИДЕНТА УКРАЇНИ № 148/2023 від 14.03.2023 року
За особисту мужність і самовіддані дії, виявлені у захисті державного суверенітету та територіальної цілісності України орденом Богдана Хмельницького 3 ступеня.